# Guldsmedsämbetet i Malmö
Guldsmedsämbetet i Malmö grundat 1690.

## Historik
Guldsmedsämbetet i Malmö grundades 30 augusti 1690.

## Ålderman
- 1682–1688: Peter Gertz
- 1688–1703: Daniel Falck
- 1703–1709: Hans Brun
- 1709–1723: Mattias Andersson
- 1723–1730: Petter Klerck
- 1730–1752: Johan Friedrich Steltzner
- 1752–1768: Christian Fredrik Hardt
- 1768–1773: Christian Schartau
- 1773–1779: Petter David Schröder
- 1779–1786: Eric Malm
- 1786–1911: Petter Norlin
- 1811–1821: Carl Chr. Silow
- 1821–1837: Jacob Möller
- 1837–1843: Carl Petter Norlin
- 1843–1844: C. S. Cavallin
- 1844–1846: Johan Henrik Stickler
- 1846–: Johan Henrik Lose